# Hydrillodes captiosalis
Hydrillodes captiosalis är en fjärilsart som beskrevs av Walker 1859. Hydrillodes captiosalis ingår i släktet Hydrillodes och familjen nattflyn. Inga underarter finns listade i Catalogue of Life.